# Argentina nos Jogos Paralímpicos de Verão de 2004
Argentina participou dos Jogos Paralímpicos de Verão de 2004, que foram realizados na cidade de Atenas, na Grécia, entre os dias 17 e 28 de setembro de 2004.
A delegação conquista quatro medalhas (2 pratas, 2 bronzes) nesta edição das Paralimpíadas.